# Иерихонская роза
Иерихо́нская ро́за (лат. Anastática hierochuńtica) — вид небольших однолетних травянистых растений семейства Капустные (Brassicaceae), единственный представитель рода Анастатика (Anastatica).

## Название
Научное название рода образовано от др.-греч. αὖ — «ещё (раз)», «снова», «опять» и ζωοθετέω — «делать живым», «оживлять». Название связано с биологическими особенностями растения.
Иерихонской розой называют и несколько других видов пустынных растений, образующих перекати-поле, например Pallenis hierochuntica и селагинеллу чешуелистную (Selaginella lepidophylla).

### Таксономия
Anastatica hierochuntica L., Species Plantarum 2: 641. 1753.
Синонимы научного названия вида:
- Myagrum hierochunticum (Crantz) Crantz, Cl. Crucif. Emend.: 101 (1769)
- Anastatica littoralis Salisb., Prodr. Stirp. Chap. Allerton: 266 (1796), nom. illeg.

## Распространение
Растение известно как перекати-поле, распространено в пустынях Западной Азии от Аравии до Сирии и Северной Африки от Марокко до Египта.

## Биологическое описание
Однолетнее травянистое растение сероватой окраски высотой обычно не более 15 см. Цветки мелкие, с белыми лепестками.
После начала сухого сезона растение засыхает, его верхняя часть отрывается от субстрата, образуя перекати-поле, что способствует распространению семян. Семена остаются жизнеспособными в течение многих лет. При достаточном количестве влаги они прорастают в течение буквально нескольких часов.

## В литературе
У Ярослава Гашека иерихонская роза обыгрывается в ироническом ключе: «…когда нас вели на допрос, морочил мне голову насчёт какой-то иерихонской розы...».
У Ивана Бунина есть рассказ «Роза Иерихона».